# Eric Stolpe
Eric Stolpe, egentligen Erik Valter Emanuel Stolpe, född 6 augusti 1919 i Sundborn i Dalarna, död 17 februari 1990 i Borlänge, var svensk skådespelare, revyartist, textförfattare, sångare och journalist. 

## Biografi
Stolpe kom till Stockholm 1939 och utbildade sig till gymnastikledare. I Stockholm kom han att umgås med skådespelaren Gösta Krantz och paret började snart arbeta ihop med crazyrevyer. De väckte uppmärksamhet i Vi som vill opp 1945 och fick revyengagemang 1946 vid Tivolirevyn och därpå vid Casinorevyn. Han spelade rollen som sopåkare Doolittle i Oscarsteaterns uppsättning av My Fair Lady 1959. Han lämnade teaterlivet av personliga skäl i mitten av 1960-talet och flyttade till Borlänge. Han medarbetade i tidningen Se och gav ut årsböcker om idrott. Stolpe är begravd på Stora Tuna östra kyrkogård.

## Filmografi i urval
- 1954 – Sju svarta "Be-Hå"
- 1955 – Danssalongen
- 1955 – Flicka i kasern
- 1956 – Suss gott
- 1956 – 7 vackra flickor
- 1959 – Fridolfs farliga ålder
- 1960 – På en bänk i en park
- 1961 – Svenska Floyd
- 1961 – Stöten
- 1964 – Wild West Story
- 1965 – För vänskaps skull
- 1969 – Pippi Långstrump

## Teater

### Roller (ej komplett)
| År   | Roll                | Produktion                                                  | Regi             | Teater           |
| ---- | ------------------- | ----------------------------------------------------------- | ---------------- | ---------------- |
| 1953 | Medverkande         | Operation knätofs, revy Stig Bergendorff och Gösta Bernhard | Gösta Bernhard   | Casinoteatern    |
| 1955 | Medverkande         | Oförskämt, revy Rune Moberg                                 | Kåge Sigurth     | Boulevardteatern |
| 1959 | Alfred P. Doolittle | My Fair Lady Frederick Loewe och Alan Jay Lerner            | Sven Aage Larsen | Oscarsteatern    |